# Shaun Micheel
Shaun Micheel, född 5 januari 1969 i Orlando i Florida, är en amerikansk golfspelare.
Micheel studerade vid Indiana University och blev professionell 1992. Hans tidiga karriär på den amerikanska PGA-touren var ojämn och han fick kämpa hårt för att få behålla sitt medlemskap på touren. Bland hans framgångar finns bland annat segern i Singapore Open 1998 och en seger på Nationwide Tour 1999.
När han startade i majortävlingen PGA Championship 2003 var han rankad på 169:e plats på golfens världsranking och det var en stor överraskning när han vann tävlingen. Den säsongen slutade han på 32:a plats i PGA-tourens penningliga. 2004 slutade han bland de 100 bästa i penningligan för andra gången i sin karriär men han har sällan höga placeringar i PGA-tävlingarna.

## Meriter

### Majorsegrar
- 2003 PGA Championship

### Övriga segrar
- 1998 Singapore Open
- 1999 NIKE Greensboro Open